# Jules Massenet
Jules Émile Frédéric Massenet (ur. 12 maja 1842 w Saint-Étienne, zm. 13 sierpnia 1912 w Paryżu) – francuski kompozytor i pianista.

## Życiorys
Jego ojciec był przemysłowcem, matka pianistką i pierwszą nauczycielką muzyki. W 1848 został przyjęty do paryskiego Konserwatorium; studiował tam grę fortepianową u A. Laurenta, grę na organach u F. Benoista oraz kompozycję u A. Thomasa, którą ukończył w 1859 zdobywając główną nagrodę w konkursie absolwentów Konserwatorium. W trakcie studiów okazjonalnie grał zarobkowo na perkusji w orkiestrach Théâtre Lyrique i Opéra de Paris. W 1863 otrzymał stypendium Prix de Rome za swą kantatę David Rizzio.
Podczas pobytu w Rzymie Massenet poznał Ferenca Liszta, u którego przez kolejne trzy lata pobierał nauki, doskonaląc swe umiejętności pianistyczne. W 1866 powrócił do Paryża, gdzie zaczął odnosić sukcesy dzięki swym operom takim jak La grand'Tante, Don César de Bazan, Marie-Magdeleine i Le Roi de Lahore. W 1878 został profesorem Konserwatorium Paryskiego; wykładał kontrapunkt, fugę i kompozycję.
Kawaler (1876), oficer (1887) i komandor (1899) Orderu Narodowego Legii Honorowej (Francja).

## Twórczość
Wpływ na muzykę Masseneta mieli Giuseppe Verdi i Richard Wagner, zaś wpływy muzyki Masseneta można odnaleźć w twórczości włoskich werystów, Ruggero Leoncavalla i Pietro Mascagniego. 
Massene skomponował 25 oper, które stanowią trzon jego dorobku artystycznego. Najbardziej znaną jest Manon (1884), z librettem H. Meilhaca i Ph. Gille’a wg powieści ojca Prévosta Historia Manon Lescaut i Kawalera de Grieux. Komponował także kantaty, oratoria, suity i pieśni.

## Ważniejsze opery
(podano rok premiery)
- Król z Lahore(inne języki), 1877
- Herodiada (Hérodiade), 1881
- Manon, 1884
- Le Cid(inne języki), 1885
- Esclarmonde, 1889
- Werther(inne języki), 1893
- Thaïs, 1894
- Portret Manon (Le Portrait de Manon), 1894
- Sapho(inne języki), 1897
- Cendrillon(inne języki) 1899
- Le Jongleur de Notre Dame(inne języki), 1902
- Don Quichotte(inne języki), 1910